# Zwartkeelsluiptimalia
De zwartkeelsluiptimalia (Turdinus atrigularis, synoniem: Napothera atrigularis)  is een zangvogel uit de familie Pellorneidae.

## Verspreiding en leefgebied
Deze soort is endemisch op het Indonesische eiland Borneo.